# Vingerhaken
Vingerhaken is een haaktechniek zonder haaknaald. Men gebruikt de vinger(s) om de draad door de lus te halen. Er zijn verschillende manieren om te vingerhaken.

## Vingerhaaktechniek
De techniek van het vingerhaken komt geheel overeen met die van het haken:
- Eerst wordt een lus in de draad gemaakt.
- Daarna wordt de draad door de lus gehaald en strak getrokken.
- Hiermee kan worden doorgegaan tot de draad op is.

Als de draad op is, kan die afgehecht worden door alle wol die nog over is (ca. 5 cm) door de lus te halen.
Het resultaat ziet er ongeveer uit als bij haken met een haaknaald, al zijn de lussen vaak minder strak.

## Herkomst
Sommige mensen nemen aan dat haken is ontstaan in de Arabische landen, Zuid-Amerika of China.
Er is echter geen bewijs dat deze vorm van handwerken in deze landen werd uitgevoerd voordat het omstreeks 1800 erg populair werd in Europa.
De eerste officiële vermelding over haken komt voor in het boek The Memoirs of a Highland Lady, geschreven door Elizabeth Grant in 1812.
Een van de eerste gepubliceerde haakpatronen verscheen in 1824 in het Nederlandse tijdschrift Pénélopé. Ook het blad A Winters Gift uit 1847 was een voorloper op haakgebied. In dit blad stonden gedetailleerde instructies voor het uitvoeren van verschillende haaksteken.
Het boek Godey’s Lady Book uit 1846 refereert aan haken.
Sommigen vermoeden dat er vroeger geen haaknaald gebruikt werd om te haken, maar dat men het met een gebogen wijsvinger deed, omdat er toen nog geen haaknaalden bestonden. Men haakte met de vinger, net zoals dat tegenwoordig vaak gebeurt.

## Record
In 2012 vingerhaakte groep 8 van basisschool De Zjwiek in Roggel een lengte van 18 kilometer, een nieuw wereldrecord.